# 高青县
高青县是山东省淄博市下属的一个县。位于鲁北平原南部，北依黄河（古为济水即大清河河道），南靠小清河。西北、北部隔黄河与惠民县相望，东部与滨州市、博兴县接壤，东南部与桓台县以小清河为界，南部、西南部与邹平县相邻。东西最大横距约47公里，南北最大纵距约26公里，总面积830平方公里，呈狭长廊状，为黄河冲积平原，平均海拔12米。縣政府駐田镇街道黃河路81號。

## 名称来历

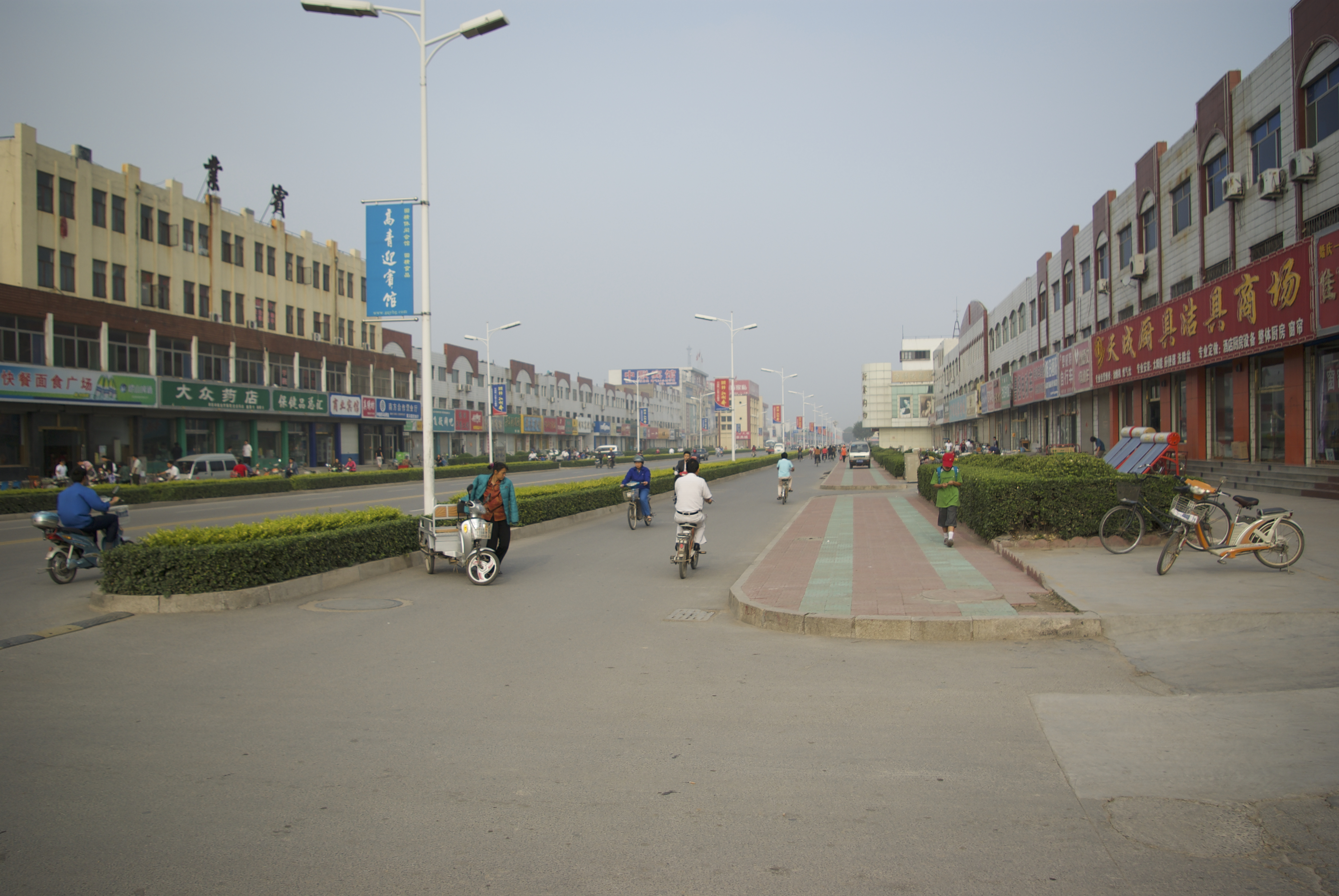
2008年6月高青县黄河路。高青县地域形状成等腰梯形，县城位于高青县地理中心。

高青县实为高苑縣和青城縣合称，常以苑青或青苑为别称。因高苑源自西周时期，年代最久，故常认为高青县即高苑县之传承。高苑名称虽然历史上长期存在，但管辖地区浮动不定，一般认为北至济水（现黄河），南至苑城（现在邹平）均曾经为高苑范围。青城始于唐朝，年代较晚。两县原属不同府（道），并无关连，后在1940年代因同在中共解放区缘故关系密切，最终合并为高青。现在高青县的疆域，实际上包括了历史上青城县的全部，高苑县的大部，蒲台县的一部，和邹平县的一小部。其现在的县城田镇历史上也并非县城。
高青县另有史名狄县，源于周成王册封炎帝后裔参卢氏姜孝伯于狄成立诸侯国狄国，故此地常作为狄姓发源地。高青县还有一古名为千乘，始于西汉。这两个名称均因年代久远，早已不作为该处地名。

## 历史沿革

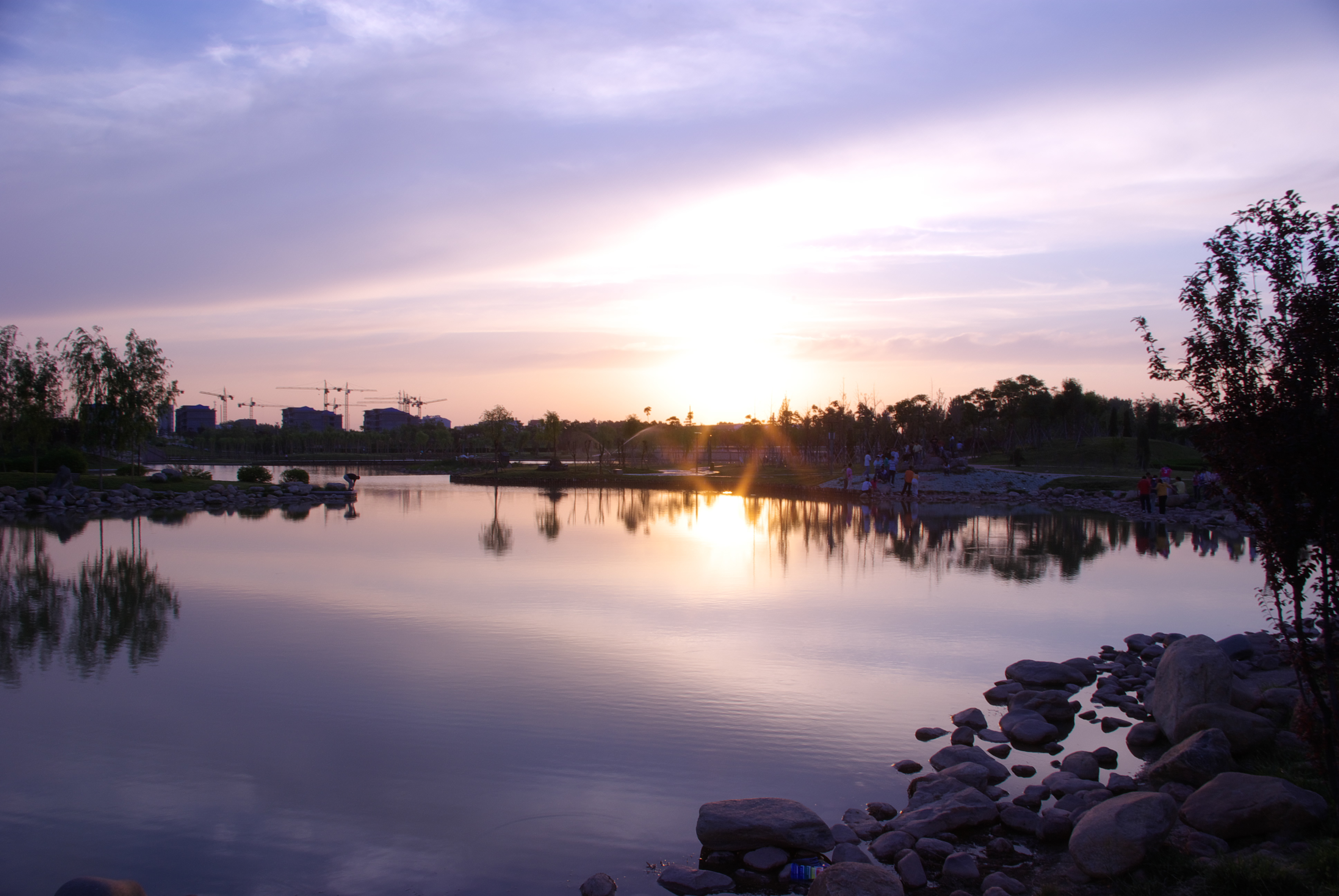
高青县芦湖公园位于县城东，园内有人工湖，娱乐广场以及仿古桥，公园风景秀丽。

高青县属大汶口文化，龙山文化，其名称来源于原高苑县和青城县。西周时期，姜子牙被封齐王，传至齐桓公时，将高城及邹平的苑城一带辟为苑囿，命名高苑。高青县境自秦朝为狄县，其治所在今高城镇之西北。西汉初年屬齊國，後屬千乘郡，高青境内有狄县、千乘县、建信县、被阳候国、东邹县等。其余境域，西南部为邹平县地，南部为高苑县地。后于东汉时废被阳候国与建信县、东邹县；狄县改名临济县。千乘郡改名為樂安郡，治所在臨濟。三国魏国时，废千乘县制，今县境为临济和邹平、高苑三县地。晋承魏朝制。南北朝时期，临济县徙治齐东县境，于临济城侨置长乐县，于被阳故城侨置渤海郡；北齐时期，废除渤海郡，长乐县徙治被阳故城。隋朝时改长乐县为会城县；改会城为高苑县，治被阳故城。唐朝，仍为高苑、邹平两县地；于邹平县青平镇(今高青县青城)置青平县，后改为青城县。明朝时，青城县析入邹平县与齐东县，后又复置青城县。清朝，初袭明制，今县境为三府四县地，即:东南为高苑县，隶青州府；西南为邹平县地，隶济南府；西北为青城县地，东北为蒲台县地，均隶武定府。民国初年，曾为高苑、青城、邹平、蒲台、滨县五县地。

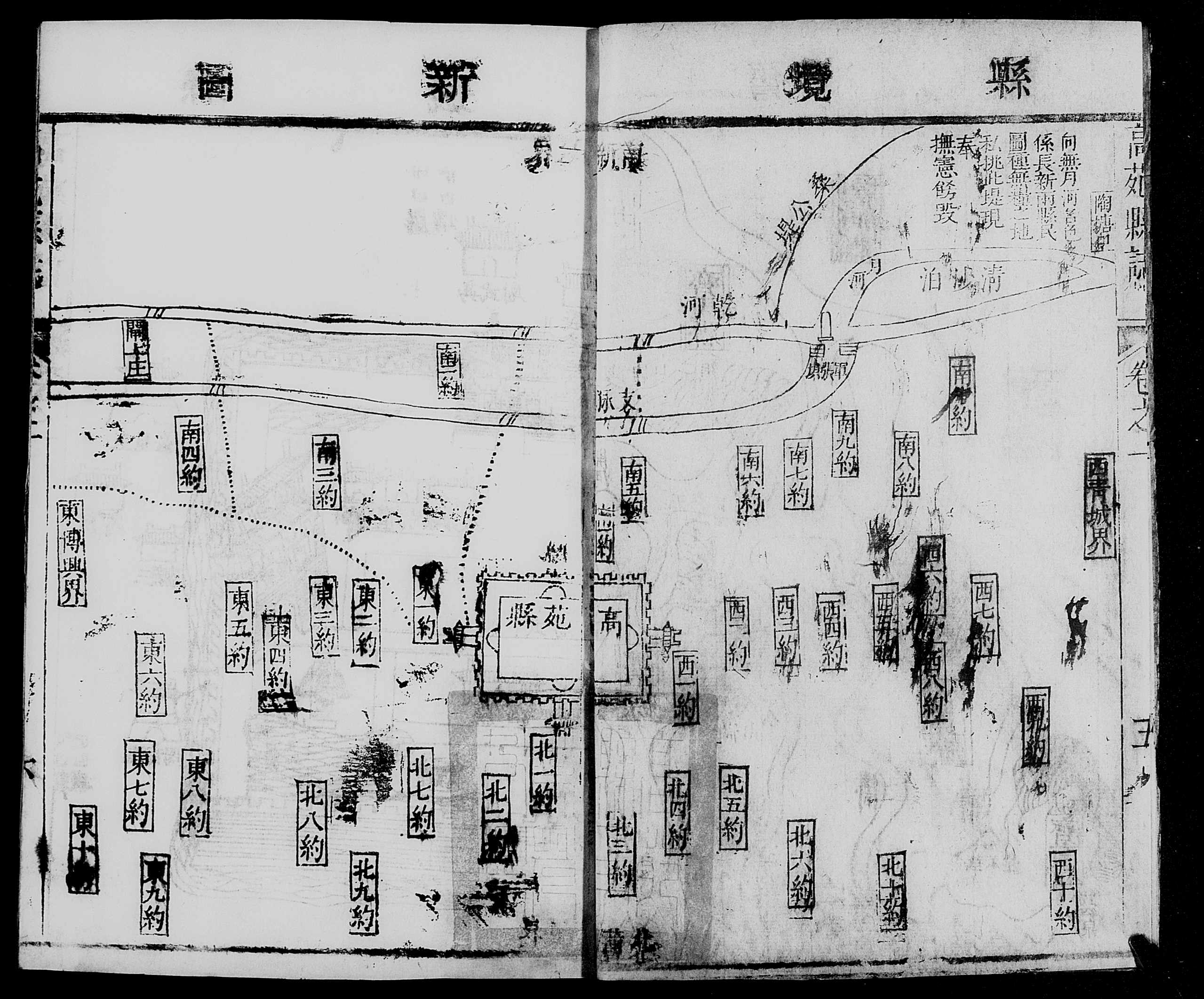
清朝乾隆23年高苑县志地图。该图为上南下北。

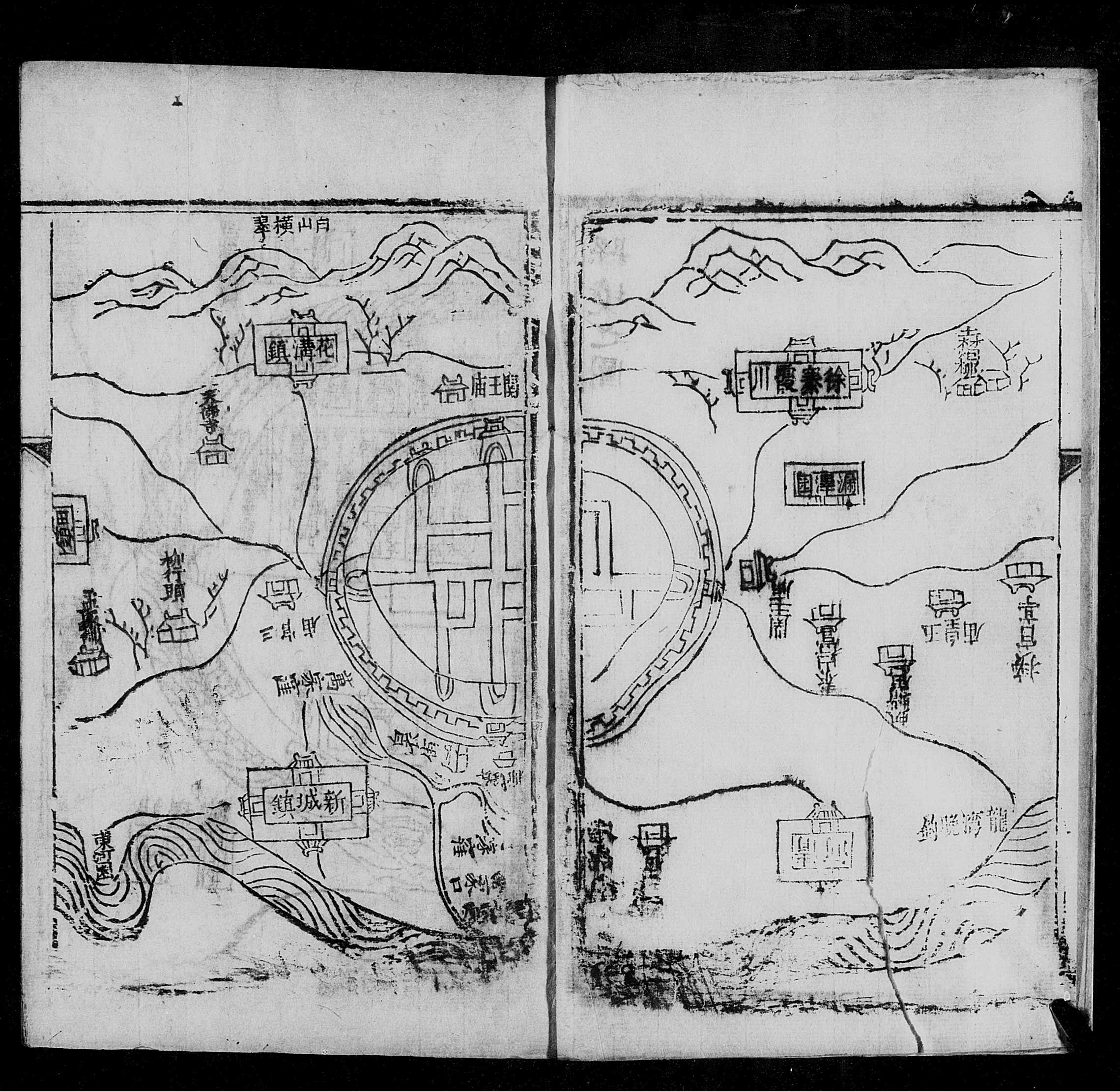
清朝道光22年青城县志地图。该图为上南下北。

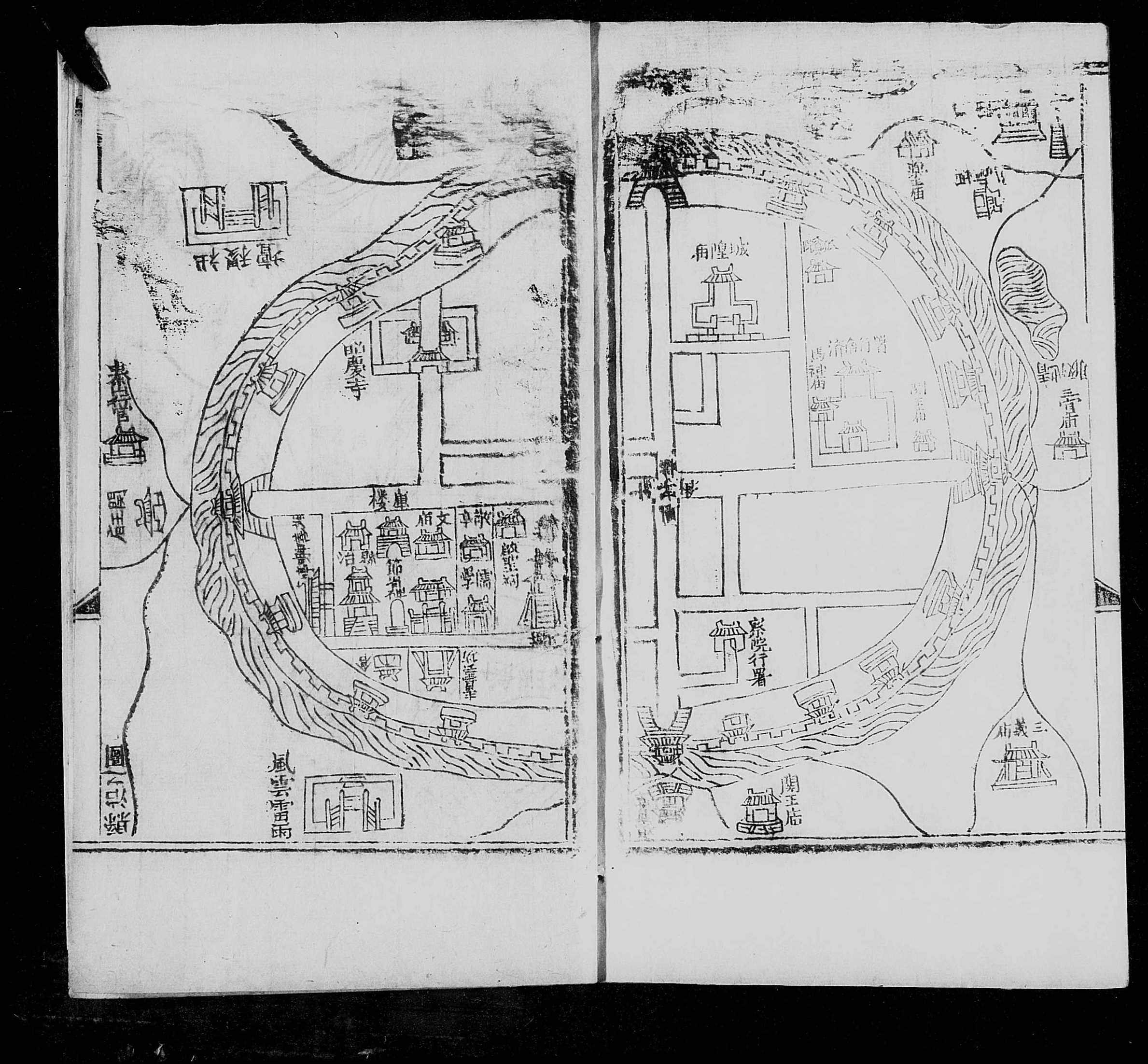
清朝道光22年青城县志县城平面图。文昌阁在县城中偏西南

近代以来，高苑，青城县历经各个时期政府管辖。清帝逊位后，高苑，青城县设立民国县公署。1928年国民革命军北伐，山东成为国民政府管辖区。现今高青县之西南部因旧属邹平县，为梁漱溟乡村建设实验区。梁漱溟1930年代在邹平之乡村建设实验成为中国近代最早的农村现代化尝试。随后全面抗战爆发。1937年12月23日，日本华北驻屯军矶谷廉介第10师团，自青城县北黄河渡口渡河，占领高苑，青城县。并沿路南下，相继占领周村，章丘，27日进入济南，后占泰安，台儿庄。山东省主席韩复榘不战而逃后被国府执行军法。高苑，青城从此进入日占时期。
1938年6月，花园口决堤，黄河下游河床干涸。青城县与原先河北的滨县，惠民县开始陆地相接。
1939年，重庆国民政府在高苑，青城地区成立国民革命军第十军团第二梯队，并建立国民参政会。1940年，中共开始大量在高青及邻县地区发展，逐渐发展成为“渤海区抗日根据地”。此后国共两党抗日武装摩擦不断。在1945年8月日军投降之际中共占据高苑县城（高城镇）和青城镇。 
第二次国共内战期间，国共双方在高青地区短暂拉锯。1946年省主席王耀武所属的部队从胶济线张店索镇一路北上进攻渤海解放区，国军第七十三军在10月15日于陶唐口，铜斧寨两处北渡小清河，占领高苑县和青城县，军部设于田镇。但随后中共反击，11月国军撤回张店。
1947年3月，黄河归道。入夏，国军重点进攻山东，相继占领整个沂蒙地区，越过胶济线进攻渤海解放区。7月，国军第十二军霍守义部再度进攻并占领道旭至张王庄之黄河沿岸，并与8月24日进驻高苑，青城县。入秋后中共军队很快反攻，占领高苑，青城县全境。1948年3月周(村)张(店)战役,共军占领了淄博大部分地区。4月潍县战役之后，中共控制山东战局，局势稳定。1948年4月23日，高苑县、青城县合并为高青县。从此高青县成为中共管辖范围一直未变。
高青县的疆域历史上多有变更，大致上，高苑县以高城镇(位于马踏湖西北)为中心，青城县以青城镇（济水（黄河）清河镇渡口以南）为中心，两县合并后在两县城之间居中处重新建立新县城。1956年，高青县并入齐东县。1958年，齐东县析入邹平、博兴。1961年恢复高青县，田镇复为县城至今。高青县东北邻县蒲台县，1956年因黄河改道被撤销，原蒲台县旧镇划归齐东县，后归高青县。迄今最后一次调整是在1990年，此后高青县大部分地区由原先的惠民地区管辖转至淄博市管辖，原所属旧镇一镇划归滨城区后仍归惠民地区管辖。
高苑县历史上长期属于青州府管辖，后在民国时期属于淄青道管辖，即所属东南。青城县历史上曾长期为济南府管辖，后曾为武定府管辖，即所属西北。两县因1940年代中共渤海区抗日根据地的缘故同属渤海区（即惠民地区）管辖又地理相近，故合并为一地，属惠民地区。后因淄博市饮用水缺乏，为缓解缺水问题，重新将濒临黄河的高青县划归淄博，又重新所属东南。

## 地理资源

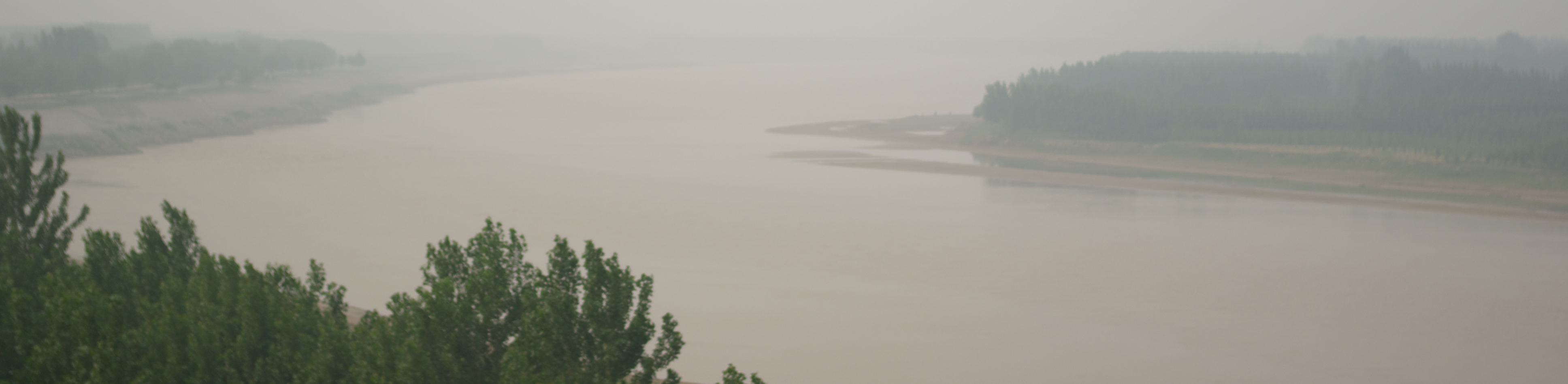
黄河流经高青段，此处离入海口约70公里。夏季水量大时流量超过1700立方米/秒，冬季有时会出现凌汛。

高青县南北濒临两大河流，北为黄河，南为小清河。现今黄河为古济水水道，故史料多以济水相称。清咸丰五年(1855年)，黄河改道北侵济水，故形成今日河道。小清河发端于趵突泉，为流经山东主要水系。高青县为平原地形，无山，平均海拔12米。县水利资源丰富，有大型水库和引黄水渠供给淄博市区用水。
高青县为黄河冲积平原，第四纪黄土覆盖，地势低平，西北高东南低，土壤肥沃，为传统农业县。北部常家镇濒临黄河，为北方水稻种植区；中部地区有支脉沟及北支新河等灌溉，种植小麦，玉米，棉花，大豆等；南部地区为林区，以经济林为主。县境矿产有石油，天然气。石油蕴含量巨大，县内探明石油储量7718万吨，天然气47亿立方米，胜利油田在该县设有若干采油点。
县内水资源丰富，河流密集，北部为黄河灌溉区，中部有大芦湖水库，库容1010万立方米，南部为小清河，支脉沟灌溉区。支脉沟开凿于清朝康熙年间，经多年改造，现已成为高青县主要泄洪及灌溉水渠。
水患威胁在该县历史上较为常见，咸丰年间青州府志多次记载该县历史上发生水患。民国二十一（1932）年全国大水，国民政府也记载了该县支脉沟泛滥，农田受灾情形。1938年因花园口决堤黄河改道，该县境内黄河干涸。1947年3月，黄河回归故道，黄河水患问题时时威胁县境。1996年，华北雨量较大，黄河泛滥，该县多处河堤因曲折水急而发生险情。

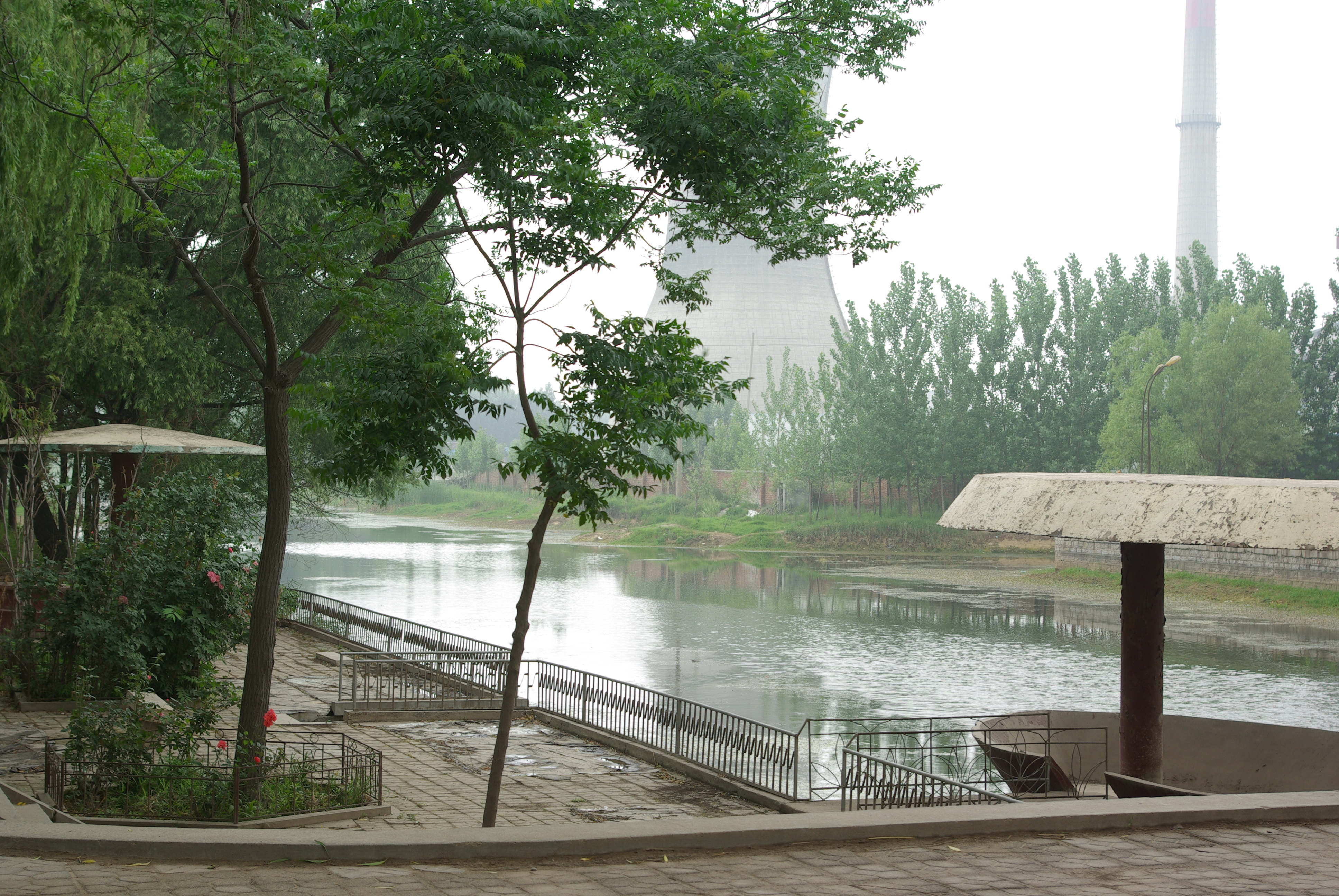
开掘于清代的支脉沟古代为济水支流，现在是高青县内主要的排水灌溉河

## 经济状况

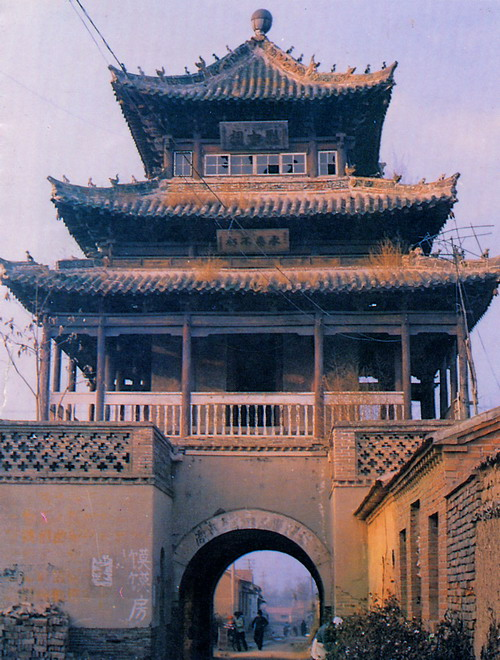
文昌阁

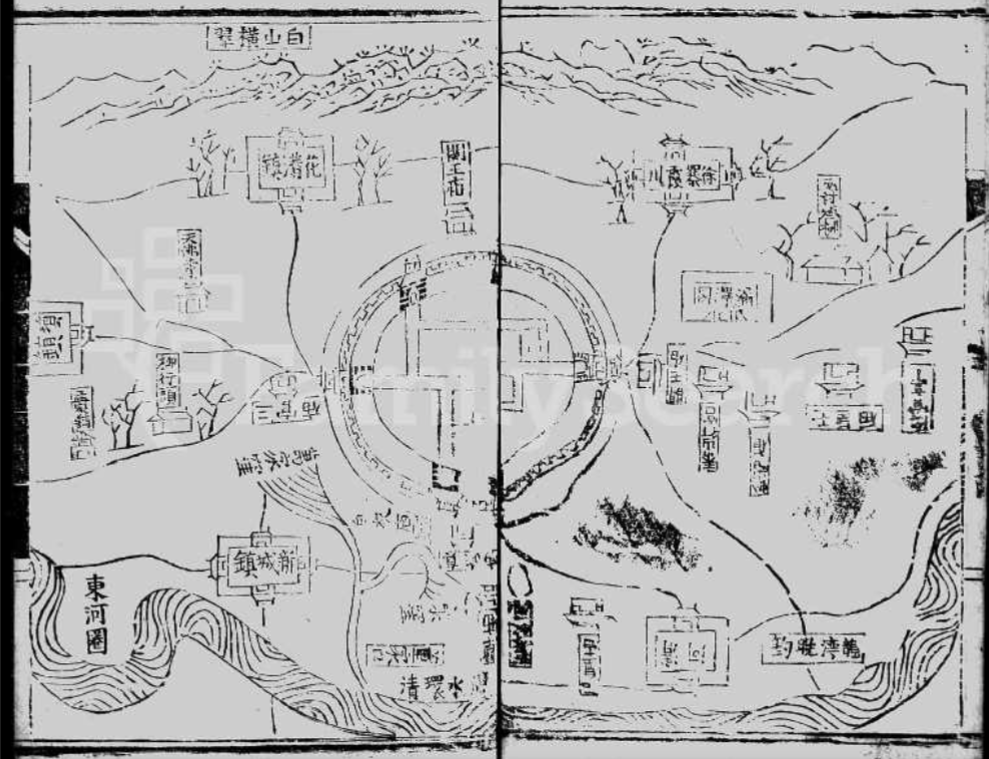
明朝万历年间青城县地图

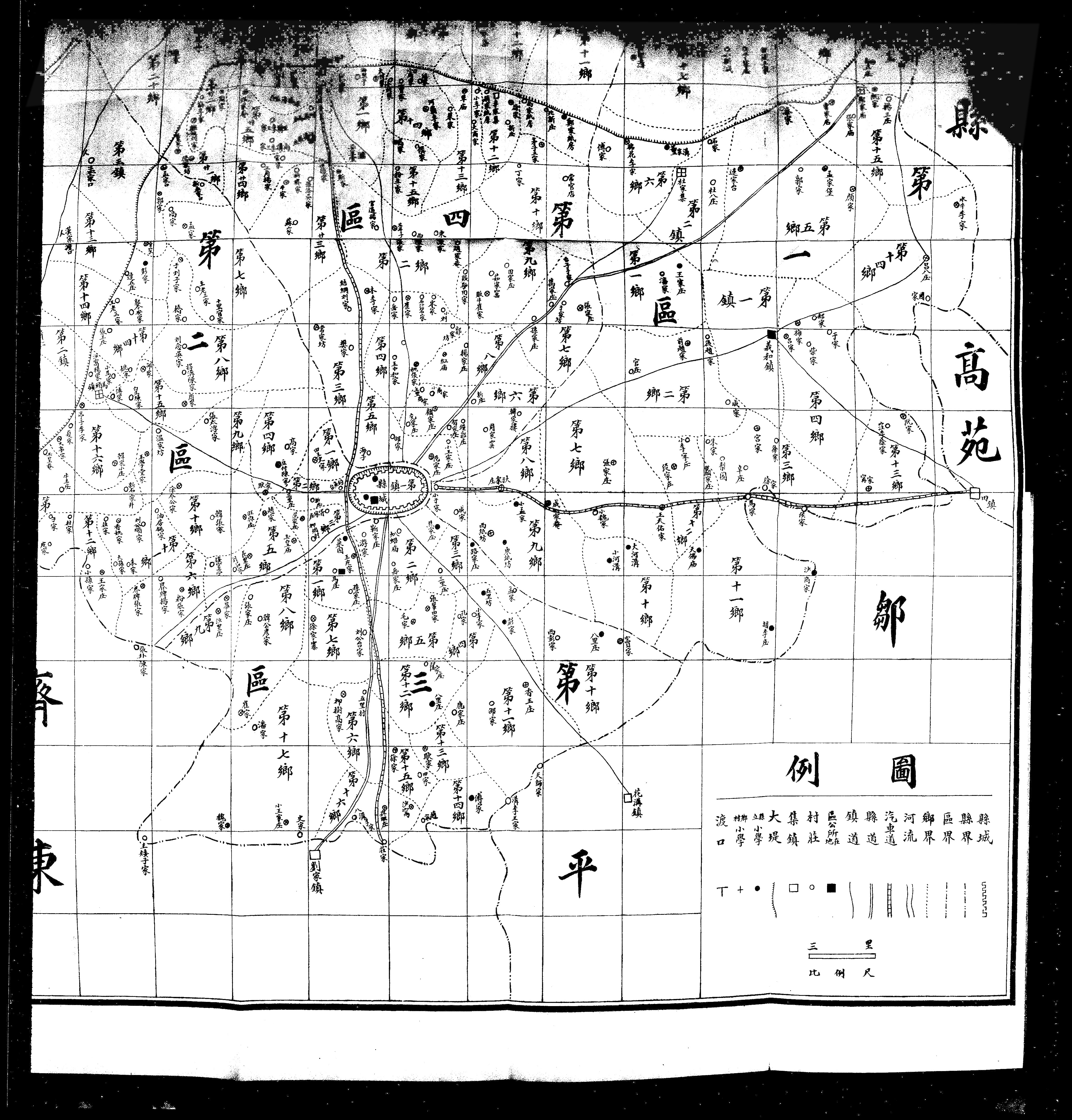
1935年青城县地图

农作物以小麦，玉米，棉花，北方水稻，大米，大葱，西瓜为主，并有经济林木和鱼塘养殖。县棉花产量较大，曾获全国第一个低酚棉百公斤皮棉县称号。工业水平较弱，县骨干企业为扳倒井酒厂，小造纸厂，发电厂，医疗器械厂和新引进的化工企业等，无重工业。
根据2007年12月《高青县政府工作报告》，该年度高青县生产总值65亿元。农民人均纯收入达到4927元，城镇居民人均可支配收入11375元，分别比2002年增加2106元和5300元。农业在高青县经济中仍然占据绝对地位，至2003年底，全县总人口35.96万人，其中非农业人口仅有5.49万人。随着今年高青县交通日益便利，大部分农产品可外销其他省市，农民务农收入有所增加。高青县第二第三产业较为薄弱，规模以上工业企业2007年销售收入突破100亿元。利税过千万元的企业达到19家，6家企业进入淄博市工业百强。今年来，县城东部开发区逐步壮大，大量合资、外资企业进入高青县，解决了部分农业人口就业问题，并促进了经济发展。

## 水陆交通

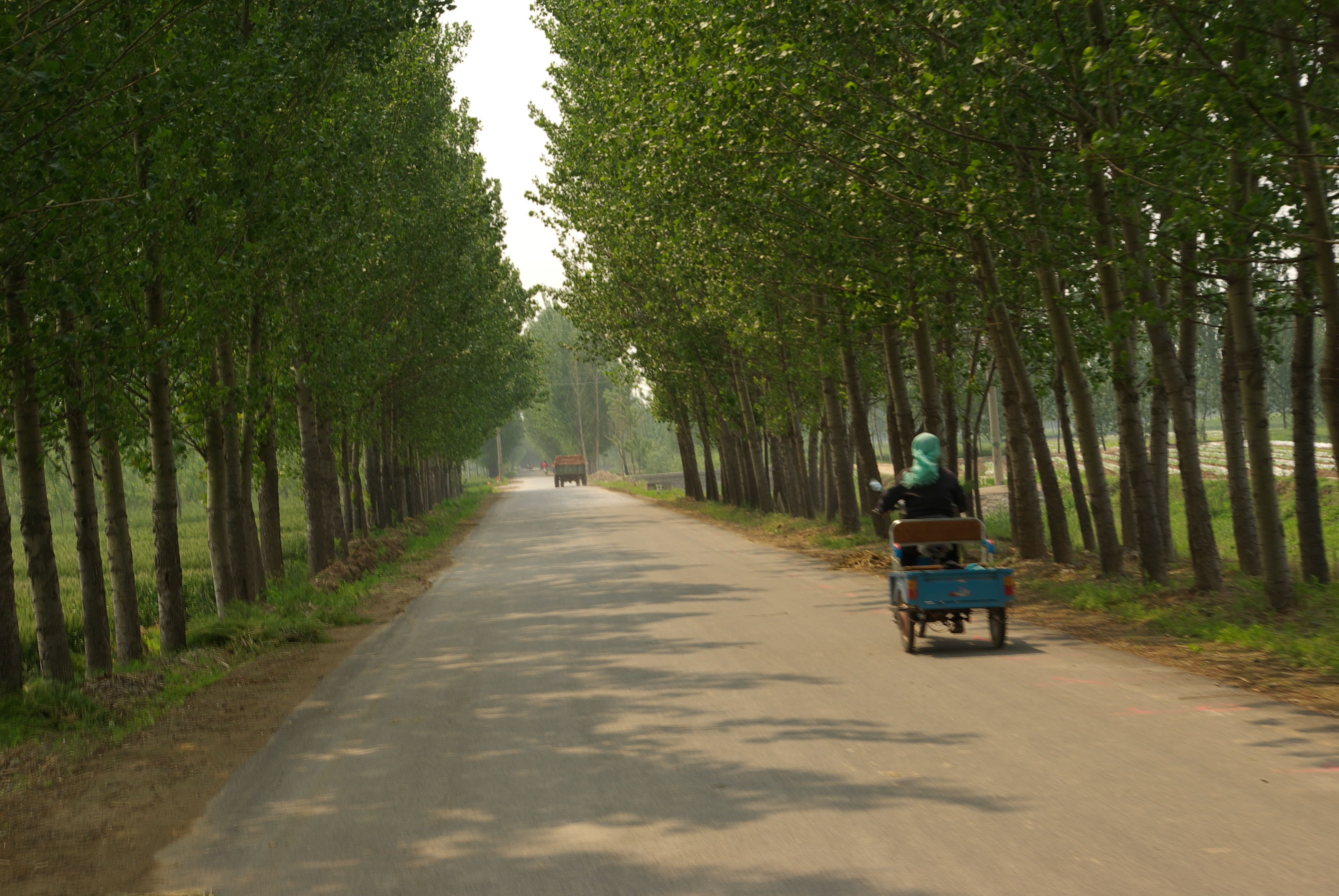
高青县南部为经济林区和棉花种植区，村镇基本修通公路

高青县有山东最早的公路之一，周村-清河镇公路（修于1919年）。现有滨博高速公路贯穿全境，通过该高速公路可直达北京、天津、济南、青岛、南京等主要城市。县内还有国道或省道连接淄博市区、滨州市区及邻边各县；县城周边有环城公路，交通便利；乡镇及大部分农村均有公路直达。县境内暂无铁路和机场。黄河渡口处原有浮桥相通，现已修筑两座跨河公路斜拉桥，可直通黄河北岸。
- 233国道过境。

## 风物景色
高青县历史悠久，名胜众多，较为知名者，为高苑八景（事实上有几个位于青城而非高苑）：狄（翟）城遗址，鲁仲连墓，衮龙桥，扳倒井，文昌阁，千乘城遗址，卫灵公墓，临济城遗址。其中，扳倒井景点因同名之高青县骨干企业扳倒井酒业集团商业宣传而知名度较高。另外，秦末义士田横故里也在高青县。
高苑县治在明朝嘉靖年间囊括现淄博市张店区，故铁山（即黑铁山）也曾为高苑县景观之一。

## 教育文化

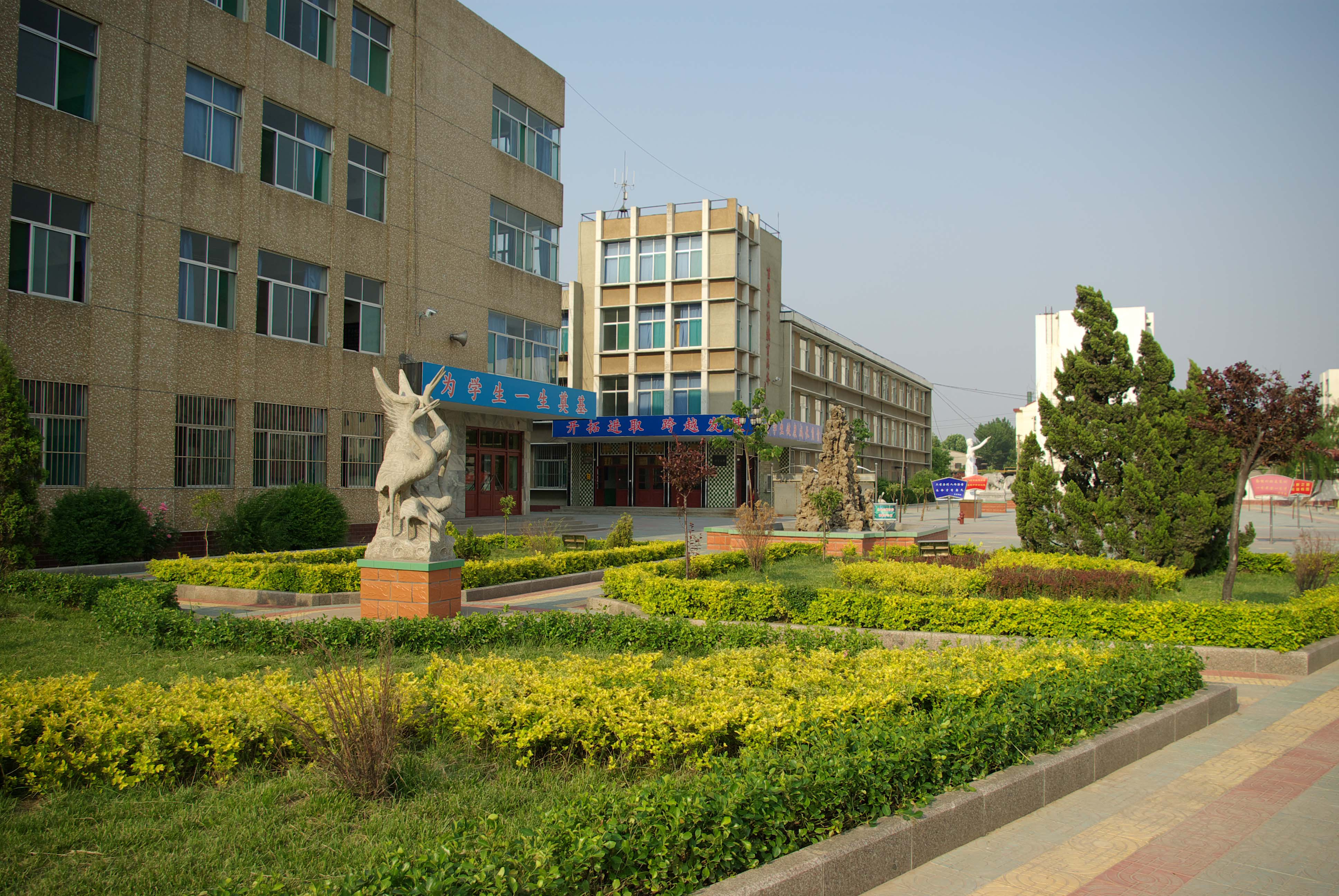
高青县实验小学教学楼建立于1988年，为该县最早的钢筋混凝土楼房之一

高青县现在还没有高等院校，高级中学有高青县第一中学（2012年由高青一中、高青二中合并而来）；职业中等专门学校有职教中心等；初级中学有实验中学、双语学校、高青三中、高青四中等。各镇均有初级中学和小学。县基础教育设施较为完善。
县城各中学均有体育场，其中第一中学体育场为塑胶跑道。县内另有标准体育场一个，煤渣跑道,已经改建为塑胶跑道；体育馆一座，配有篮球场，保龄球馆。县东郊有芦湖公园，有锻炼器材。

## 乡土民俗
高青县人民以农业人口为主，儒家传统文化底蕴深厚，民风淳朴，民间艺术代代相传。较为典型的艺术形式有芯子，高跷，狮子舞，旱船，龙灯，花棍等。民间往往在春节，元宵节等由人民自发排演。手工艺品有柳条编织品，十字绣等，工艺品做工精美，出口东南亚等国。
由于高青县原为两县合成，又农村人口流动较小，故其县境内地方口音不完全相同，民俗也有细小差别。
县内每年的主要集会与山东各县类似，主要有
- 市集：每隔五天在县内各镇有市集，市集时在街道两侧摆摊出售散货。因农村人民交通不便，生活用品主要依赖市集，故该日往往镇上车水马龙熙攘热闹。但公路交通往往因此堵塞。
- 城乡物资交流会：该集会兴于1980年代初，其目的在于活跃商品经济。每年10月集会一次，时长5天。集会时除路旁大量摆摊出售农产品外，另有马戏团表演，露天电影等。
- 元宵灯会：元宵节县各单位在县城摆灯展览，各种灯笼五彩缤纷。但是近年来没有组织元宵灯会。
- 元宵节焰火晚会：2008年-2012年元宵节连续5年举办焰火晚会，引发全县民众极大的观赏热情，私家车大量涌入县城，甚至每到元宵节这天傍晚县城就会引发交通拥堵，但其中2011年因大雪现场观看民众较少。2013年因考虑环保等一系列政策因素未举办焰火晚会。
- 黑牛节：为推动高青县黑牛产业发展，2012年9月25日举办了首届中国（高青）黑牛节。

## 行政区划
全县辖2个街道、7个镇：
田镇街道、芦湖街道、青城镇、高城镇、黑里寨镇、唐坊镇、常家镇、花沟镇和木李镇。
县政府驻田镇街道。

## 人口
2010年中国第六次人口普查时，高青县共有人口347867人。共有家庭115857户，平均每户2.95人。14岁以下的少年儿童共59583人，占总人口17.12%；15-64岁人口共250278人，占总人口71.94%；65岁及以上的老年人共38006人，占总人口的10.92%。男性共计173440人，占总人口49.85%；女性共计174427，占总人口50.14%。本地居住的人口中，拥有本地户籍的人口为321900人，占92.53%。
根據第七次全国人口普查數據，截至2020年11月1日零時，高青縣常住人口為313130人。

## 交通
- 233国道过境。